# Імміграція (ембріологія)

Утворення зародкових листків під час гаструляції. Червоними лініями показано імміграцію клітин.

Імміграція в ембріології це один зі способів утворення зародка в процесі гаструляції, при якому здійснюється переміщення частини клітин.
Імміграція, в тому або іншому виді, зустрічається у усіх зародків, але найбільшою мірою характерна для другої фази гаструляції у птахів і ссавців. Іноді процеси імміграції йдуть без особливого порядку по усій поверхні бластули — мультиполярна імміграція. Клітини, що виселилися, пізніше утворюють внутрішній шар гаструли — ентодерму. Таким чином, як і в ході інвагінації зародок стає двошаровим.
Уніполярна імміграція характерна майже для усіх гідромедуз, особливо тих, яким властива плаваюча целобластула і мультиполярна імміграція, навпаки, зустрічаються набагато рідше. У багатьох кишковопорожнинних, яким властива імміграційна гаструла, відбувається таке масове, активне виселення клітин бластодерми, що бластоцель повністю заповнюється їх щільною масою і зникає. Важливою особливістю імміграційної гаструли є відсутність бластопора, а значить немає і характерного для інвагінаційної гаструли сполучення гастроцеля із зовнішнім середовищем.